# Seladelpar
Seladelpar ist ein Arzneistoff zur Behandlung von primärer biliärer Cholangitis. Es wird als Lysin-Dihydratsalz verwendet.
Seladelpar wurde im August 2024 in den Vereinigten Staaten zur medizinischen Verwendung zugelassen; im Februar 2025 folgte die Zulassung für die EU. Der Hersteller ist Gilead Sciences.

## Medizinische Anwendung
Seladelpar ist angezeigt zur Behandlung der primären biliären Cholangitis in Kombination mit Ursodeoxycholsäure bei Erwachsenen, die unzureichend auf Ursodeoxycholsäure ansprechen, oder als Monotherapie bei Personen, die Ursodeoxycholsäure nicht vertragen.

## Wechselwirkungen
- Inhibitoren des Organo-Anion-Transporters 3 (OAT3) und starke CYP2C9-Inhibitoren können die Seladepar-Exposition erhöhen.[7]
- Die gleichzeitige Anwendung von Rifampicin kann eine verzögerte oder unzureichende biochemische Reaktion auf Seladelpar bewirken.[7]
- Moderate CYP2C9- und moderate bis starke CYP3A4-Inhibitoren sowie Inhibitoren des Breast Cancer Resistance Proteins (BCRP) (z. B. Ciclosporin) können möglicherweise einen Anstieg der Seladelpar-Exposition bewirken.[7]
- Gallensäure-bindende Harze können die Resorption von Seladelpar herabsetzen und sind mit zeitlichem Abstand einzunehmen.[7]

Klinisch reduziert Seladelpar Pruritus und Interleukin-31 bei Patienten mit primärer biliärer Cholangitis.

## Eigenschaften
Seladelpar wirkt als Agonist am Peroxisom-Proliferator-aktivierten Rezeptor delta (PPARδ).
Seladelpar ist ein einzelnes Enantiomer in der der R-Konfiguration. Das pharmazeutisch verwendete Lysin-Dihydrat-Salz ist ein weißes bis cremefarbenes Pulver. Seine Löslichkeit in Wasser ist pH-abhängig: bei niedrigem pH-Wert ist es schwer löslich, bei hohem pH-Wert sehr gut löslich.

## Handelsnamen
Livdelzi (USA), Lyvdelzi (EU)